# Gaetano Donizetti
Gaetano Domenico Maria Donizetti (Bergamo, 29 november 1797 – aldaar, 8 april 1848) was een Italiaans operacomponist. Verscheidene opera's van zijn hand houden tot op de dag van vandaag repertoire.

## Biografie

### De eerste jaren (tot 1830)
Donizetti werd geboren in het Borgo Canale (het lagere gedeelte) van het op een heuvel gebouwde Bergamo, als telg van een eenvoudige familie. De familie staat niet bekend als muzikaal, wel had hij een oudere broer Giuseppe, die ook musicus zou worden. Donizetti kreeg een uitstekende opleiding van Johann Simon Mayr (1763-1845), die -zelf een vernieuwend en in de tijd voor Rossini succesvol componist- tot zijn dood een goede relatie met Donizetti onderhield. Mayr was kapelmeester in Bergamo, waar Donizetti ook naar terugkeerde na het Liceo Filarmonico te Bologna bezocht te hebben. In Bologna had hij les van Mattei Stanislao (een grondige theoretische opleider van -later- Rossini).
Al op jonge leeftijd viel hij op door het grote gemak waarmee hij melodieën en complete composities uit de pen liet vloeien en ook door bekwaamheden die aan Mozart deden denken. Zo heeft hij de complete partituur van een opera van zijn leermeester weten te reproduceren alleen door naar drie live-uitvoeringen te luisteren. Dit gemak van componeren was natuurlijk voor het hectische operabedrijf, zeker in het toenmalige Italië dat in elke provincieplaats operagezelschappen met premières kende, een geweldig pre. Hij werkte gedisciplineerd in een strak schema en zo haalde hij de deadlines.
Vanaf 1818 begon hij -aanvankelijk zonder opdracht- opera's te schrijven. Zijn eerste opera Enrico di Borgogna had succes in Venetië. En daarna werd hij in Italië steeds vaker uitgevoerd. Donizetti legde enorme afstanden af aanvankelijk onder andere gewapend met aanbevelingen van Mayr. Zijn diensttijd in het Oostenrijkse leger werd afgekocht door een vermogende dame, wier beschermeling Donizetti werd. Dit zijn de jaren, dat hij ervaring opdeed en zijn faam zich verbreidde in alle operahuizen van Italië.

### De doorbraak (tot 1839)
- Anna Bolena (Milaan, 1830) was de doorbraak en ook de eerste opera in zijn uitgerijpte stijl: niet langer (zoals bij Rossini) ironie en geestigheid maar Romantische passie en pijn: Anna Bolena kan men typeren als de eerste belangrijke Romantische Italiaanse opera. Donizetti gebruikte het libretto van Felice Romani, die zich baseerde op het leven van Anna Boleyn, de vrouw van Hendrik VIII. Er was een topcast van zangers met Giuditti Pasta als sopraan. Het is een van de drie koninginnenopera's.
- L'elisir d'amore (Milaan, 1832) is wat zijn ontstaan betreft omringd met (waarschijnlijk onjuiste) anekdotes: Donizetti zou dit in veertien dagen hebben moeten componeren en Felice Romani zou het libretto in een week vertaald hebben uit het origineel (Le Philtre van Scribe). Het is in elk geval het tweede uiterst succesvolle meesterwerk: de eerste belangrijke komische opera. Het zette herkenbare personen uit - nieuw - het Italiaanse platteland neer zonder te vervallen tot de wat zoete Rossinistijl. Ook wordt de zanglijn ontdaan van niet functionele versieringen. Niet alles ging over rozen: een belangrijke opera als Lucrezia Borgia werd gehandicapt door de librettoschrijver (die zeer traag werkte); de eerste sopraan (die op een onmogelijke plaats in de opera een coloratuuraria wilde); de censuur (die extra waakzaam was bij een opera over een dochter van een paus). En de Franse versie moest voorzien worden van een compleet nieuw verhaal en libretto, omdat Victor Hugo het niet eens was met de bewerking van zijn stuk. Elders was het net als in Italië toch een groot succes.

Maatschappelijk ging het goed met Donizetti. Hij had functies in Napels op bestuurlijk vlak en als docent harmonieleer. Rossini nodigde hem uit voor een productie in het Theatre Italien te Parijs. Daar raakte hij overigens in botsing op persoonlijk vlak met Vincenzo Bellini, die daar met zijn I Puritani veel succes scoorde. Qua mens waren deze mannen elkaars tegengestelde: Bellini reviseerde bijvoorbeeld zijn werken zeer vaak; Donizetti reviseerde eigenlijk nooit en schreef snel.
In 1835 -weer terug in Napels- koos hij voor "Lucia di Lammermoor" als script. Waarschijnlijk vertaalde de librettist Salvatore Cammarano -uit tijdnood- niet de roman van Scott maar een van de Franse toneelversies tot een libretto. Donizetti zette -gezien opnieuw de tijdnood- elk vers geschreven vel van het libretto direct op muziek. Het verhaal wil dat Donizetti de laatste akte zelf zou hebben herschreven. De première (met zeer goede solisten) was een fabuleus succes in september 1835.

Hierna schreef hij nog enkele kleinere opera's die geen repertoire hebben gehouden, alsmede twee in Italië erg succesvolle kluchten -eenakters- Il Campanello en Betly waarvan hij zelf het libretto schreef.
Uiteindelijk werden dit jaren van diepe triestheid. Er waren veel cholera-epidemieën; mensen overleden, operahuizen sloten. Op 1 juni 1828 was Donizetti in Rome getrouwd met Virginia Vaselli, een zuster van zijn beste vriend “Toto” Vaselli. Zij kregen drie kinderen die evenwel allen vlak na of voor de geboorte zijn overleden. Een diepe crisis volgde toen hij ook zijn jonge vrouw verloor in haar derde kraambed (juli 1837).
Bovendien verloor hij de strijd -hij was al waarnemend hoofd- om de opvolging van Nicola Antonio Zingarelli als directeur van het Real Collegio di Musica di Napoli (Koninklijke Muziekschool) te Napels. Saverio Mercadante had de voorkeur gekregen -alhoewel erkend de mindere van de twee componisten-, omdat hij van Napolitaanse afkomst was. Misschien ging het ook lichamelijk minder: Donizetti werd toen hij bezig was met de "Lucia di Lammermoor" vaak door hoofdpijn gekweld. Vermoedelijk was Donizetti in deze tijd al aangetast door de syfilis waaraan hij later zou overlijden.
- Het schandaal rond Poliuto (naar Polyeucte van Corneille) was de laatste druppel die Donizetti deed besluiten Napels te verlaten. Het is het verhaal van een vroeg-christelijke martelaar. De censuur meende dat dit in de godsdienstige sfeer te gevoelig lag. De tenor die voor de hoofdrol gepland stond, pleegde zelfmoord en Donizetti verliet Napels.

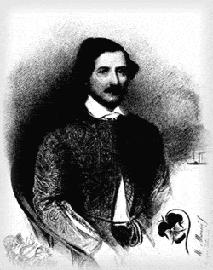
Gaetano Donizetti.

### Vanaf 1839
Donizetti presenteerde zich in 1839 in Parijs.
- La Fille du regiment. Hector Berlioz gaf meteen als kritiek dat er te weinig nieuwe gedeelten in zaten. Donizetti antwoordde verbolgen, dat hij het niet nodig had om zichzelf te plagiëren. Aanvankelijk koel ontvangen is dat toch een opera gebleven die soms nog wordt opgevoerd.
- Poliuto omgewerkt tot Les Martyrs was een succes. In Napels werd elke berichtgeving daarover verboden.

Na La Favorite (1840) en verschillende nu minder bekende opera's, bracht hij voor Rossini zijn Stabat Mater in Bologna op de planken. Rossini waardeerde dit zeer, gaf Donizetti diamanten manchetknopen cadeau en een aanbevelingsbrief aan graaf Metternich te Wenen. Verder maakte hij voor Wenen Linda di Chamounix (1842).
Het hof in Wenen bood hem een functie aan als kapelmeester met het recht elk jaar 6 maanden in het buitenland door te brengen. Donizetti accepteerde gretig, wat hem door patriottische Italianen verweten is: in hun ogen was Oostenrijk een bezettende macht.
- Voor Don Pasquale keerde hij - eind 1842 - terug naar Parijs, terwijl hij toen al toenemende ziekteverschijnselen had. Hij deed over de compositie voor zijn doen ongewoon lang: 3 maanden. Hem was een opera buffa opgedragen naar een ouder script dat door Ruffini zou worden bewerkt. Uiteindelijk heeft Donizetti waarschijnlijk grote gedeelten van het script zelf moeten schrijven. Ondanks weerspannige musici maar met weer een goede cast aan zangers, bleek de opera een doorslaand succes. Met de "Nozze", de "Barbiere" is het de meest populaire komische opera geworden.

Inmiddels was zijn ziekte verergerd. Hij werd langzamerhand een schim van zichzelf. Toch heeft hij ook na Don Pasquale nog opera's geschreven. Geconsulteerde artsen stelden de diagnose cerebro-spinale syfilis; deze diagnose is later bij de autopsie bevestigd. Vanaf 1845 was hij te ziek om zelfstandig naar Italië te reizen. In februari 1846 werd hij opgenomen in een kliniek in Ivry, in de nabijheid van Parijs.
De Fransen hebben een tijd de wens van de familie en vrienden om Donizetti terug te laten keren naar Italië geblokkeerd. Onder Oostenrijkse politieke druk kon Donizetti op 19 september 1847 Parijs verlaten, als een dement, verlamd en incontinent wrak.
Zijn dood in het huis van vrienden in Bergamo kwam op 8 april 1848. Zijn begrafenis was de grootste die Bergamo ooit zou zien. In 1875 werd hij herbegraven naast zijn goede vriend Mayr in de Basilica di Santa Maria Maggiore. Wrang detail bij de herbegrafenis was dat een deel van zijn schedel bleek te ontbreken (uiteindelijk is dit deel teruggevonden bij de lijkschouwer).
Ook het nagelaten werk (met name de onvoltooide Duc d'Albe) leverde nog een luidruchtig naspel op, toen een leerling van Donizetti in 1875 met een reconstructie kwam van Il Duca d'Alba.
- Voor het grote aantal hier niet genoemde door Donizetti gecomponeerde opera's: zie onderstaande lijst

## Composities
Aan Donizetti wordt de compositie toegeschreven van 75 opera's, 16 symfonieën, 19 strijkkwartetten, 193 liederen, 45 duetten, 3 oratoria, 28 cantates, soloconcerten, sonates en kamermuziek.

### Muziektheater

#### Opera's
| Voltooid in | titel                                                                  | aktes                    | première                                                    | libretto |
| ----------- | ---------------------------------------------------------------------- | ------------------------ | ----------------------------------------------------------- | --- |
| 1816        | Il Pigmalione (Pygmalion)                                              | 1 akte                   | 13 oktober 1960, Teatro Donizetti, Bergamo                  | niet bekend; naar Ovidius, Metamorfoses, 10e boek |
| 1817        | Olimpiade                                                              |                          |                                                             | niet bekend, mogelijk Pietro Metastasio |
| 1817        | L'ira di Achille                                                       | 1 akte                   |                                                             | niet bekend, naar Homerus, Ilias, Ie boek |
| 1818        | Enrico di Borgogna                                                     | 2 aktes                  | 14 november 1818, Teatro San Luca, Venetië                  | Bartolomeo Merelli |
| 1818        | Una follia                                                             | 1 akte                   | 17 december 1818, Teatro San Luca, Venetië                  | Bartolomeo Merelli |
| 1819        | Le nozze in villa (Bruiloft in het landhuis)                           | 1 akte                   | 1820 of 1821, Teatro Vecchio, Mantua                        | Bartolomeo Merelli |
| 1819        | Piccioli virtuosi ambulanti (of: Piccoli Virtuosi di Musica ambulanti) | 1 akte                   | 1819, door leerlingen uit de muziekschool van Mayr, Bergamo | Bartolomeo Merelli |
| 1819        | Il falegname di Livonia, (of: Pietro il grande, Czar della Russia)     | 2 aktes                  | 26 december 1819, Teatro San Samuele, Venetië               | Gherardo Bevilacqua-Aldoyrandini, naar Alexandre Duval |
| 1821-1822   | Zoraïda di Granata                                                     | 2 aktes                  | 28 januari 1822, Teatro Argentina, Rome                     | Bartolomeo Merelli, naar een roman van Florian Gonzales |
| 1822        | La zingara                                                             | 2 aktes                  | 12 mei 1822, Teatro Nuovo, Napels                           | Andrea Leone Tottola, naar een Intermezzo van Rinaldo di Capua |
| 1822        | La lettera anonima                                                     | 1 akte                   | 29 juni 1822, Teatro del Fondo, Napels                      | Giulio Genoino |
| 1822        | Chiara e Serafina (of: I pirati)                                       | 2 aktes                  | 26 oktober 1822, Teatro alla Scala, Milaan                  | Felice Romani, naar René Charles Guilbert de Pixérécourt, La Cisterne |
| 1823        | Alfredo il grande                                                      | 2 aktes                  | 2 juli 1823, Teatro San Carlo, Napels                       | Andrea Leone Tottola |
| 1823        | Il fortunato inganno                                                   | 2 aktes                  | 3 september 1823, Teatro Nuovo, Napels                      | Andrea Leone Tottola |
| 1823-1824   | L'ajo nell'imbarazzo                                                   | 2 aktes                  | 4 februari 1824, Teatro Valle, Rome                         | Iacopo Ferretti, naar een blijspel van Giovanni Giraud |
| 1823-1824   | rev. als Don Gregorio                                                  | 2 aktes                  | 11 juni 1826, Teatro Nuovo, Napels                          | Iacopo Ferretti, naar een blijspel van Giovanni Giraud |
| 1824        | Emilia di Liverpool                                                    | 2 aktes                  | 28 juli 1824, Teatro Nuovo, Napels                          | Giuseppe Checcherini, naar het melodrama van Scatizzi, Emilia di Liverpool |
| 1824        | rev. L'eremitaggio di Liverpool                                        | 2 aktes                  | 8 maart 1828, Teatro Nuovo, Napels                          | Giuseppe Checcherini, naar het melodrama van Scatizzi, Emilia di Liverpool |
| 1824        | rev. Zoraïda di Granata                                                | 2 aktes                  | 7 januari 1824, Teatro Argentina, Rome                      | Bartolomeo Merelli, naar een roman van Florian Gonzales |
| 1825        | Alahor in Granata                                                      | 2 aktes                  | 7 januari 1826, Teatro Carolino, Palermo                    | niet bekend, misschien naar Ginès Perez de Hita, "Guerras civiles de Grenada" |
| 1826        | Il Castello degli invalidi                                             | 1 akte                   | in de lente 1826, Teatro Carolino, Palermo                  | |
| 1826        | Elvida                                                                 | 1 akte                   | 6 juli 1826, Teatro San Carlo, Napels                       | Giovanni Federico Schmidt |
| 1826        | Gabriella di Vergy                                                     | 2 aktes                  | 29 oktober 1869, Teatro San Carlo, Napels                   | Andrea Leone Tottola, (oud tekstboek voor Colobrano), naar de tragedie van Pierre du Belloy, "Gabrielle de Vergy"                                                                                       |
| 1826        | La bella prigioniera                                                   | 1 akte                   |                                                             | |
| 1826        | Olivo e Pasquale                                                       | 2 aktes                  | 7 januari 1827, Teatro Valle, Rome                          | Iacopo Ferretti, naar "Olivo e Pasquale", blijspel van Antonio Sografi |
| 1827        | Otto mesi in due ore                                                   | 3 aktes                  | 13 mei 1827, Teatro Nuovo, Napels                           | Domenico Gilardoni, naar "Elisabeth ou Les exilés en Sibérie", roman van Sophie Cottin |
| 1827        | Il borgomastro di Saardam                                              | 2 aktes                  | 19 augustus 1827, Teatro del Fondo, Napels                  | Domenico Gilardoni, naar een stuk van Anne-Honoré-Joseph Duveyrier genoemd: Mélesville, Jean-Toussaint Merle en Eugène Cantiran de Boirie                                                               |
| 1827        | Le convenienze ed incovenienze teatrali                                | 1 akte                   | 21 november 1827, Teatro Nuovo, Napels                      | van de componist, naar twee blijspelen van Antonio Sografi, "Le convenienze teatrali" en "Le inconvenienze teatrali"                                                                                    |
| 1827        | rev. Le convenienze ed incovenienze teatrali                           | 2 aktes                  | 20 september 1831, Teatro Canobbian, Milaan                 | van de componist, naar twee blijspelen van Antonio Sografi, "Le convenienze teatrali" en "Le inconvenienze teatrali"                                                                                    |
| 1827        | L'esule di Roma (of: Il proscritto)                                    | 2 aktes                  | 1 januari 1828, Teatro San Carlo, Napels                    | Domenico Gilardoni, naar L. Marchionni |
| 1828        | Alina, regina di Golconda (of: La Regina di Golconda)                  | 2 aktes                  | 12 mei 1828, Teatro Carlo Felice, Genua                     | Felice Romani, naar de roman van Stanislas Jean de Bouffler, «La reine de Golconde» |
| 1828        | Gianni di Calais                                                       | 3 aktes                  | 2 augustus 1828, Teatro del Fondo, Napels                   | Domenico Gilardoni, naar een roman van Charles-Victor Prévôt d'Arlincourt |
| 1828        | Il giovedì grasso (of: Il nuovo Pourceaugnac)                          | 1 akte                   | herfst 1828 of: 26 februari 1829, Teatro del Fondo, Napels  | Domenico Gilardoni |
| 1828-1829   | Il paria                                                               | 2 aktes                  | 12 januari 1829, Teatro San Carlo, Napels                   | Domenico Gilardoni, naar een tragedie van Casimir Delavigne |
| 1829        | Il castello di Kenilworth (of: Elisabetta al Castello di Kenilworth)   | 3 aktes                  | 6 juli 1829, Teatro San Carlo, Napels                       | Andrea Leone Tottola, naar "Kenilworth", roman van Walter Scott |
| 1829-1830   | Il diluvio universale                                                  | 3 aktes                  | 28 februari 1830, Teatro San Carlo, Napels                  | Domenico Gilardoni, naar de Bijbel, Lord Byrons "Heaven and Earth", en een tragedie van Padre Ringhieri, "Il diluvio"                                                                                   |
| 1830        | I pazzi per progetto                                                   | 1 akte                   | 6 februari 1830, Teatro San Carlo, Napels                   | Domenico Gilardoni |
| 1830        | Imelda de Lambertazzi                                                  | 2 aktes                  | 5 september 1830, Teatro San Carlo, Napels                  | Andrea Leone Tottola |
| 1830        | Anna Bolena                                                            | 2 aktes                  | 26 december 1830, Teatro Carcano, Milaan                    | Felice Romani, naar het drama "Henri VIII" van Marie-Joseph de Chénier en de tragedie "Anna Bolena" van Alessandro Ercole Graf Pepoli                                                                   |
| 1831        | Francesca di Foix                                                      | 1 akte                   | 30 mei 1831, Teatro San Carlo, Napels                       | Domenico Gilardoni, naar Charles-Simon Favart en Saint-Amans, «Ninette à la cour» |
| 1831        | La romanziera e l'uomo nero                                            | 1 akte                   | 18 juni 1831, Teatro del Fondo, Napels                      | Domenico Gilardoni |
| 1831        | Gianni di Parigi                                                       | 2 aktes                  | 10 september 1839, Teatro alla Scala, Milaan                | Felice Romani (oud tekstboek voor de opera van Francesco Morlacchi) naar het tekstboek van Claude Godard d'Aucort de Saint-Just voor Boieldieus opera Jean de Paris (1812)                              |
| 1831        | Fausta                                                                 | 2 aktes                  | 12 januari 1832, Teatro San Carlo, Napels                   | Domenico Gilardoni, van Donizetti gecompleteerd |
| 1832        | Ugo, conte di Parigi                                                   | 2 aktes                  | 13 maart 1832, Teatro alla Scala, Milaan                    | Felice Romani, naar «Blanche d'Aquitaine» van Hippolyte-Louis-Florent Bis |
| 1832        | rev. Gli esiliati in Siberia                                           | 3 aktes                  | 4 februari 1832, Teatro Valle, Rome                         | Iacopo Ferretti |
| 1832        | L'elisir d'amore                                                       | 2 aktes                  | 12 mei 1832, Teatro Canobbiana, Milaan                      | Felice Romani, naar «Le Philtre», het tekstboek van Augustin Eugène Scribe voor Adolphe Adams opera uit 1831                                                                                            |
| 1832        | Il furioso all'isola di San Domingo                                    | 2 aktes                  | 2 januari 1833, Teatro Valle, Rome                          | Iacopo Ferretti, naar de episode uit "El ingenioso hidalgo Don Quijote de la Mancha" (1e deel, kapittel XVI ff.) van Miguel de Cervantes Saavedra                                                       |
| 1832        | Sancia di Castiglia                                                    | 2 aktes                  | 4 november 1832, Teatro San Carlo, Napels                   | Pietro Salatino |
| 1832        | Parisina d'Este                                                        | 3 aktes                  | 17 mei 1833, Teatro della Pergola, Florence                 | Felice Romani, naar de gelijknamig roman van Lord Byron |
| 1833        | Torquato Tasso                                                         | 3 aktes                  | 9 september 1833, Teatro Valle, Rome                        | Iacopo Ferretti, naar het gelijknamige stuk van Giovanni Rosini, Johann Wolfgang von Goethe en anderen                                                                                                  |
| 1833        | Lucrezia Borgia                                                        | prolog en 2 aktes        | 26 december 1833, Teatro alla Scala, Milaan                 | Felice Romani, naar Victor Marie Hugos drama «Lucrèze Borgia» |
| 1834        | Rosmonda d'Inghilterra                                                 | 2 aktes                  | 27 februari 1834, Teatro della Pergola, Florence            | Felice Romani (oud tekstboek voor een opera van Carlo Coccia uit 1829) naar de legendes om Fair Rosamund                                                                                                |
| 1834        | Maria Stuarda (Maria Stuart)                                           | 3 aktes                  | 18 oktober 1834, Teatro San Carlo, Napels                   | Giuseppe Bardari, naar het drama "Maria Stuart" van Friedrich von Schiller |
| 1834        | Marin Faliero (Marino Faliero)                                         | 3 aktes                  | 12 maart 1835, Parijs, Théâtre-Italien                      | Giovanni Emanuele Bidèra, naar Marin Sanudo il Giovane "Vite dei dogi" en de gelijknamig tragedie van Jean François Casimir Delavigne; Lord Byrons "Marino Faliero", rev. door Agostino Ruffini         |
| 1834        | Gemma di Vergy                                                         | 2 aktes                  | 26 december 1834, Teatro alla Scala, Milaan                 | Giovanni Emanuele Bidèra, naar het drama «Charles VII chez ses grands vassaux» van Alexandre Dumas |
| 1835        | Lucia di Lammermoor                                                    | 2 aktes                  | 26 september 1835, Teatro San Carlo, Napels                 | Salvatore Cammarano, naar de roman "The Bride of Lammermoor" (1819) van Walter Scott |
| 1835-1836   | Belisario                                                              | 3 aktes                  | 4 februari 1836, Teatro La Fenice, Venetië                  | Salvatore Cammarano, naar Eduard von Schenk; Jean-François Marmontel, «Bélisaire» |
| 1836        | Il campanello di notte (of: Il campanello dello speziale)              | 1 akte                   | 1 juni 1836, Teatro Nuovo, Napels                           | de componist, naar Léon Lévy Brunswick en Mathieu-Barthelémy Troin, «La sonnette de nuit» |
| 1836        | Betly (of: La capanna svizzera)                                        | 1 akte                   | 21 augustus 1836, Teatro Nuovo, Napels                      | de componist, naar het tekstboek van Augustin Eugène Scribe en Anne-Honoré-Joseph Duveyrier genoemd: Mélesville tot de opera Le Chalet van Adolphe Adam                                                 |
| 1836        | L'assedio di Calais                                                    | 3 aktes                  | 19 november 1836, Teatro San Carlo, Napels                  | Salvatore Cammarano, naar Pierre du Belloy, «Le siège de Calais» |
| 1837        | Pia de' Tolomei                                                        |                          | 18 februari 1837, Teatro Apollo, Venetië                    | |
| 1837        | Roberto Devereux (of: Il conte di Essex)                               | 3 aktes                  | 28 oktober 1837, Teatro San Carlo, Napels                   | Salvatore Cammarano, naar de tragedie van Jacques Arsène François Polycarpe Ancelot, «Elisabeth d'Angleterre»                                                                                           |
| 1837        | Maria de Rudenz                                                        | 3 aktes                  | 30 januari 1838, Teatro La Fenice, Venetië                  | Salvatore Cammarano, naar A. Bourgeois, J.-G.-A. Cuvelier en J. de Mallian; de tragedie van Jacques Arsène François Polycarpe Ancelot, «La nonne sanglante»                                             |
| 1838        | Poliuto                                                                | 3 aktes                  | 30 november 1848, Teatro San Carlo, Napels                  | Salvatore Cammarano en Adolphe Nourrit, naar «Polyeucte», tragedie van Pierre Corneille |
| 1839-1840   | Les Martyrs (Poliuto is hier omgewerkt)                                | 4 aktes                  | 10 april 1840, Opéra Garnier, Parijs                        | Augustin Eugène Scribe, naar het "Poliuto" - Salvatore Cammarano |
| 1839        | Le duc d'Albe (ook: Il duca d'Alba)                                    |                          | 22 maart 1882, Teatro Apollo, Rome                          | Augustin Eugène Scribe en Charles Duveyrier; de Italiaanse versie van Angelo Zanardini |
| 1839-1840   | La fille du régiment                                                   | 2 aktes                  | 11 februari 1840, Opéra Comique, Parijs                     | Jean-François Alfred Bayard en Jules-Henry Vernoy de Saint-Georges |
| 1839        | L'ange de Nisida (later: La Favorita (La Favorite))                    | 3 aktes (later: 4 aktes) | 31 oktober 1840, Théâtre-Italien, Parijs                    | Alphonse Royer en Gustave Vaëz, naar Baculard d'Arnaud, «Le comte de Comminges» |
| 1839-1840   | rev.Elisabeth                                                          | 3 aktes                  | december 1997, Royal Opera House Covent Garden, Londen      | Adolphe de Leuven en Léon Lévy Brunswick |
| 1840-1841   | Adelia (of: La figlia dell'arciere)                                    | 3 aktes                  | 11 februari 1841, Teatro Apollo, Rome                       | Felice Romani (oud tekstboek voor de gelijknamig opera van Carlo Coccia, 1834); Girolamo Maria Marini (die een nieuwe 3e akte scheef), naar het Franse stuk «Adèle de Lusignan ou La fille de l'archer» |
| 1841        | Rita (of: Le mari battu)                                               | 1 akte                   | 7 mei 1860, Opéra Comique, Parijs                           | Gustave Vaëz |
| 1841        | Maria Padilla (of: Deux hommes et une femme)                           | 3 aktes                  | 26 december 1841, Teatro alla Scala, Milaan                 | Gaetano Rossi, naar de tragedie van Jacques Arsène François Polycarpe Ancelot, «Maria Padilla» |
| 1842        | Linda di Chamounix                                                     | 3 aktes                  | 19 mei 1842, Kärntnertortheater, Wenen                      | Gaetano Rossi, naar «La Grâce de Dieu» van Adolphe Philippe d'Ennery en Gustave Lemoine |
| 1842        | Linda di Chamounix                                                     | 3 aktes                  | 17 november 1842, Théâtre-Italien, Parijs                   | Gaetano Rossi, naar «La Grâce de Dieu» van Adolphe Philippe d'Ennery en Gustave Lemoine |
| 1842        | Don Pasquale                                                           | 3 aktes                  | 3 januari 1843, Théâtre-Italien, Parijs                     | Michele Accursi (pseudoniem: van Giovanni Domenico Ruffini) en de componist, naar het libretto van Angelo Anelli voor Pavesis opera Ser Marc'Antonio (1810)                                             |
| 1842-1843   | Caterina Cornaro                                                       | prolog en 2 aktes        | 18 januari 1844, Teatro San Carlo, Napels                   | Giacomo Sacchèro, naar het tekstboek van Jules Henri Vernoy Marquis de Saint-Georges tot de oper La reine de Cypre van Jacques-François-Fromental-Elie Halévy                                           |
| 1842-1843   | Maria di Rohan (of: Il Conte de Chalais)                               | 3 aktes                  | 5 juni 1843, Kärntnertortheater, Wenen                      | Salvatore Cammarano (oud tekstboek van Lockroy en Edmond Badon voor opera's van Lillo en Luigi Ricci: Un Duello sotto Richelieu)                                                                        |
| 1843        | Dom Sébastien de Portugal                                              | 5 aktes                  | 13 november 1843, Opéra Garnier, Parijs                     | Augustin Eugène Scribe, naar de tragedie van Paul Henri Foucher «Don Sébastian de Portugal» |
| 1843        | rev. Dom Sébastien                                                     | 3 aktes                  | 6 februari 1845, Kärntnertortheater, Wenen                  | Duitse vertaling: Leo Herz |
| rev. 1853   | Elisabeth ou La Fille du proscrit di Uranio Fontana                    | 3 aktes                  | 31 december 1853, Théâtre Lyrique, Parijs                   | |

### Muziek voor koor
- Ave Maria
- Grande offertorio
- Il sospiro
- Messa da requiem
- Messa di gloria e credo
- Miserere (psalm 50)

### Muziek voor orkest
- Allegro voor strijkers in C
- L'ajo nell'imbarazzo: sinfonia
- Larghetto, tema e variazioni in Es
- Roberto Devereux: Sinfonia
- Sinfonia Concertante in D (1818)
- Sinfonia in A
- Sinfonia in C
- Sinfonia in D
- Sinfonia in D
- Ugo, conte di Parigi: sinfonia

### Concerten
- Concertino voor klarinet in Bes
- Concertino voor althobo in G (1816)
- Concertino in c voor fluit en kamerorkest (1819)
- Concertino voor fluit en orkest in C
- Concertino voor fluit en orkest in D
- Concertino voor hobo in F
- Concertino voor viool en cello in d
- Concerto voor 2 klarinetten Maria Padilla
- Concerto voor viool en cello in d

### Kamermuziek
- Andante sostenuto voor hobo en harp in f
- Introduction voor strijkers in D
- Larghetto en allegro voor viool en harp in g
- Largo/Moderato voor cello en piano in g
- Nocturnes (4) voor blazers en strijkers
- Strijkkwartet in D
- Strijkkwartet nr. 3 in c: 2e deel: Adagio ma non troppo
- Strijkkwartet nr. 4 in D
- Strijkkwartet nr. 5 in e
- Strijkkwartet nr. 5 in e: Larghetto
- Strijkkwartet nr. 6 in g
- Strijkkwartet nr. 7 in f
- Strijkkwartet nr. 8 in Bes
- Strijkkwartet nr. 9 in d
- Strijkkwartet nr. 10 in g
- Strijkkwartet nr. 11 in C
- Strijkkwartet nr. 12 in C
- Strijkkwartet nr. 13 in A
- Strijkkwartet nr. 14 in D
- Strijkkwartet nr. 15 in F
- Strijkkwartet nr. 16 in B
- Strijkkwartet nr. 17 in D
- Strijkkwartet nr. 18 in e: Allegro
- Kwintet voor gitaar en strijkers nr. 2 in C
- Solo de concert
- Sonate voor fluit en harp
- Sonate voor fluit en piano in c
- Sonate voor hobo en piano in F
- Etude voor klarinet nr. 1 in Bes
- Trio voor fluit, fagot en piano in F

### Piano
- Adagio en allegro voor piano in G
- Allegro voor piano in C
- Allegro voor piano in f
- Fuga voor piano in g
- Grote wals voor piano in A
- Larghetto voor piano in a Una furtiva lagrima
- Larghetto voor piano in C
- Pastorale voor piano in E
- Presto voor piano in f
- Sinfonia voor piano in A
- Sinfonia voor piano nr. 1 in C
- Sinfonia voor piano nr. 1 in D
- Sinfonia voor piano nr. 2 in C
- Sinfonia voor piano nr. 2 in D
- Sonate voor piano in C
- Sonate voor piano in F
- Sonate voor piano in G
- Variaties voor piano in E
- Variaties voor piano in G
- Wals voor piano in A
- Wals voor piano in C
- Wals voor piano in L' Invitation

### Werken voor harmonieorkest
- 1817 Sinfonia voor blazers in g (opdracht van Signor Nebbia Luige Deleidi)
- 1835 Mars voor de Turkse Sultan Abdul Medjid
- 1842 Luge qui legis (Weent die dit leest), treurmars
- 1843-1844 Mars naar motieven uit de opera "La fille du régiment", als AM II, 124
- Mars naar motieven uit de opera "Belisar", als HM II, 131